# Sytuacja prawna i społeczna osób LGBT w Indonezji

Tęczowa flaga – symbol społeczności LGBT

Tęczowa flaga w kształcie Indonezji

## Status prawny osób LGBT
Kontakty homoseksualne są w kraju legalne z wyjątkiem terytorium Aceh. Akty homoseksualne są karalne tylko wtedy, gdy popełnia je osoba dorosła z osobą nieletnią, o ile wie, że jest ona nieletnia lub o ile jej nieletniość powinna być zauważona przez odpowiedzialnego dorosłego.
Nie istnieje żadna forma ochrony prawnej przed dyskryminacją, która to dyskryminacja jest obecna zwłaszcza wskutek akceptowania w wielu regionach szariatu, islamskiego systemu prawnego, który jednoznacznie odrzuca homoseksualizm.

## Uznanie związków tej samej płci
Nie istnieje żadna forma uznania związków osób tej samej płci.

## Życie osób LGBT w kraju
Indonezja należy do krajów nietolerancyjnych wobec mniejszości seksualnych. Według wyników badań z 2002 roku 5% mieszkańców państwa uważa, że homoseksualizm powinien być akceptowany przez społeczeństwo. Pierwsza organizacja zajmująca się walką o prawa osób LGBT powstała tam w 1981 roku (zarazem pierwsza w Azji), natomiast pierwsza parada mniejszości seksualnych miała tam miejsce 25 czerwca 1999 roku w mieście Surabaya (jednocześnie pierwsza w historii krajów w większości muzułmańskich).